# Zakrzów (powiat wadowicki)
Zakrzów is een dorp in de Poolse woiwodschap Klein-Polen. De plaats maakt deel uit van de gemeente Stryszów en telt 1100 inwoners.